# Batalla de Kufra
La batalla de Kufra (en francés: Prise de Koufra, en italiano: Cufra) formó parte de la Campaña Aliada del Desierto Occidental durante la Segunda Guerra Mundial. Kufra es un grupo de oasis en el distrito de Al Kufrah, al sureste de Cirenaica, en el desierto de Libia. En 1940, formó parte de la colonia italiana de Libia, que a su vez formaba parte de África Settentrionale Italiana (ASI), establecida en 1934. 
Con la temprana ayuda del Grupo del Desierto de Largo Alcance británico, Kufra fue asediada del 31 de enero al 1 de marzo de 1941 por fuerzas de la Francia Libre, que forzaron la rendición de la guarnición italiana y libia.

## Antecedentes
Kufra, situada en la subregión del desierto libio del Sáhara, fue un importante centro comercial y un puesto de descanso para los viajes de los pueblos nómadas del desierto de la región, incluyendo a los bereberes y los senusi. Los senusi establecieron su capital en el oasis, en un momento dado y lo defendieron contra los intentos británicos, italianos y franceses de colonizar la región. En 1931, Italia capturó Kufra y la incorporó a su colonia del Magreb, África Septentrional Italiana (África Settentrionale Italiana). El puesto italiano en Kufra incluía un aeródromo y la estación de radio de Buma, utilizados para el suministro aéreo y las comunicaciones con el África Oriental Italiana, y un fuerte en la cercana aldea de El Tag.

## Preparativos

### Francia Libre
Tras la derrota aliada de 1940 en la Batalla de Francia, la colonia de África Ecuatorial Francesa (FEA) declaró su lealtad a la Francia Libre, el gobierno en el exilio liderado por Charles de Gaulle. Chad, la parte norte de la FEA, limitaba con Libia. De Gaulle ordenó a las tropas de la Francia Libre estacionadas en Chad atacar las posiciones italianas en Libia. Kufra era el objetivo obvio, las tropas disponibles bajo el mando  del comandante de la Francia Libre en Chad, el teniente coronel Jean Colonna d'Ornano, eran de apenas 5000 tirailleurs (infantería) del Regimiento de Infantería Ligera Senegalesa de Chad (Régiment de Tirailleurs Sénégalais du Tchad [RTST]), divididos en veinte compañías con guarnición en diversas localidades, y tres destacamentos de méharistes (caballería en camello) en Borkou, Tibesti y Ennedi.

### Grupo del Desierto de Largo Alcance

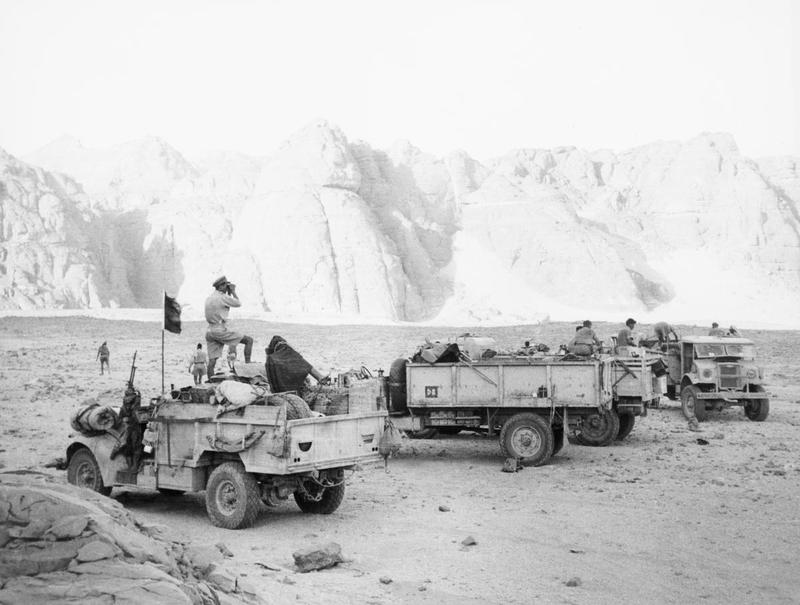
Una patrulla del LRDG con camiones Chevrolet 30

Atacar Kufra sería difícil para las variopintas tropas de la Francia Libre. Estas tenían muy poco transporte motorizado y necesitaban cruzar 400 kilómetros de desierto, gran parte de los cuales eras dunas de arena o tierra fina y polvorienta llamada fech fech, que se creía intransitable para los vehículos motorizados. Por lo que los franceses recibieron ayuda del Grupo de Desierto de Largo Alcance (LRDG), una unidad de reconocimiento e incursión británica formada para operar tras las líneas italianas, que se había vuelto experta en navegación por el desierto. El mayor Pat Clayton, del LRDG, estaba deseoso de unirse a la expedición para poner a prueba a los italianos. Clayton comandaba la Guardia G (Brigada de Guardias) y la Patrulla T (Nueva Zelanda) del LRDG, compuesta por 76 hombres en 26 vehículos.

### Ataque contra Murzuk
El LRDG y los franceses libres atacaron primero el aeródromo italiano de Murzuk, en la región del Territorio Sahara Libico-Fezzan, al suroeste de Libia. D'Ornano y diez franceses libres (tres oficiales, dos sargentos y cinco soldados chadianos) se unieron a las patrullas del LRDG el 6 de enero de 1941 en Kayouge. La fuerza combinada llegó a Murzuk el 11 de enero y, en un ataque audaz, sorprendió a la guarnición italiana y devastó la base. La mayor parte de la fuerza aliada atacó el fuerte principal; una tropa de la Patrulla T (teniente Ballantyne) atacó el aeródromo, destruyendo tres aviones Caproni y tomando algunos prisioneros; D'Ornano murió en el ataque junto con un soldado de la Patrulla T. El capitán Jacques Massu cauterizó una herida en su pierna con un cigarrillo, para gran admiración del LRDG. Una incursión de distracción realizada por la caballería de camellos francesa fracasó después de ser traicionada por guías locales y estas tropas fueron relegadas a tareas de reconocimiento.

## Batalla

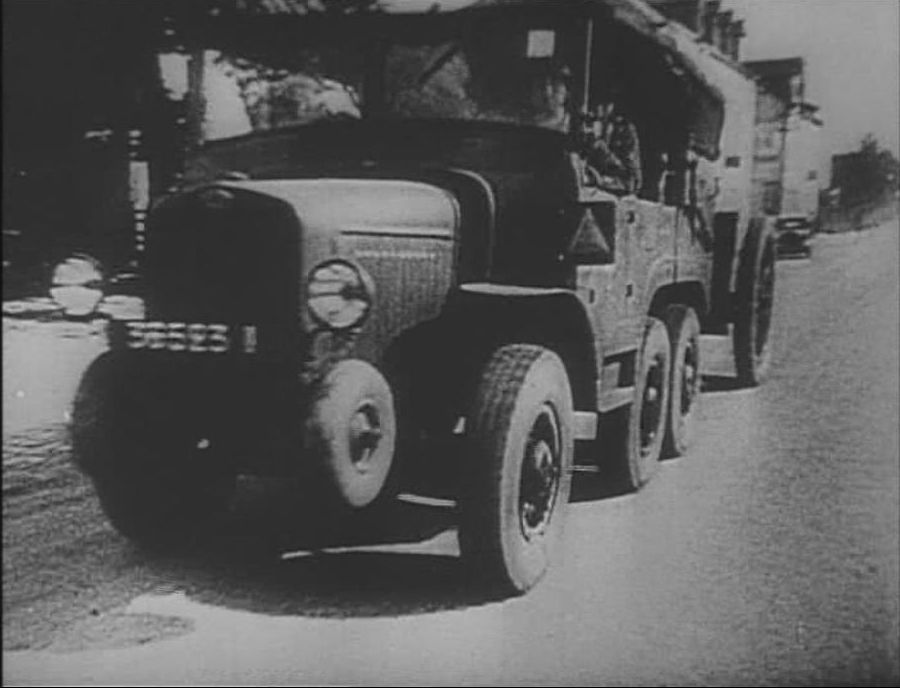
Laffly S15T francés remolcando un cañón de 75 mm (fotografiado en mayo de 1940)

El coronel Philippe Leclerc asumió el mando en lugar del fallecido D'Ornano. Después del éxito de la incursión de Murzuk, Leclerc reunió a sus fuerzas para tomar Kufra. La columna de ataque incluía unos 400 hombres en sesenta camiones, dos coches de reconocimiento Laffly S15 (teatro de operaciones exteriores TOE), cuatro vehículos de transporte de personal Laffly S15R y dos cañones de montaña de 75 mm. Kufra estaba protegida por dos líneas defensivas alrededor del fuerte El Tag con alambre de púas, trincheras, ametralladoras y cañones antiaéreos ligeros. La guarnición del Ejército Real Italiano (Regio Esercito) comprendía las 59.º y 60.º compañías de ametralladoras, con 280 askari (infantería local) y una compañía autosahariana (motorizada), la Compagnia Sahariana di Cufra. Las compañías saharianas eran una fuerza mixta de infantería motorizada con vehículos todoterreno bien armados (SPA AS.37), que también podían recurrir al apoyo de la Regia Aeronautica (Real Fuerza Aérea Italiana). La Compagnia Sahariana en Kufra contaba con unos 120 hombres (45 italianos y 75 libios).
Leclerc pidió al LRDG que se ocupara de la compañía sahariana, con base en el fuerte El Tag en el oasis de Kufra. Una unidad de interceptación de radio en Kufra detectó la patrulla del LRDG y los italianos organizaron una columna móvil de cuarenta hombres, un AS.37 y cuatro camiones FIAT 634 para interceptarlos. La Patrulla G se había mantenido en reserva. El 31 de enero, el mayor Clayton estaba en Bishara (situada 130 km al sur-suroeste de Kufra) con la Patrulla T (treinta hombres en once camiones). Un avión italiano avistó la patrulla por la mañana. La Patrulla T se refugió en un pequeño uadi en Gebel Sherif, a pocos kilómetros al norte. El avión ordenó a la patrulla sahariana que atacara a la fuerza del LRDG. Debido a la potencia de fuego de los vehículos italianos, armados con cañones de 20 mm, y al constante ataque aéreo, la Patrulla T se vio obligada a retirarse, perdiendo cuatro camiones y al mayor Clayton, que fue capturado junto con otros. El soldado Ronald Moore condujo a otros supervivientes a un lugar seguro tras una larga marcha a pie. El resto de la fuerza del LRDG se retiró a Egipto para su reacondicionamiento, con la excepción de un vehículo de la Patrulla T, equipado para la navegación en el desierto. Durante el combate, el primer teniente Caputo, al mando de la Compagnia Sahariana, murió, al igual que dos soldados libios.

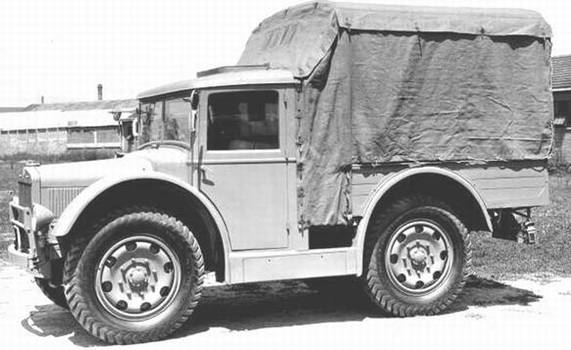
Un AS.37 Autocarro Sahariano

Leclerc continuó su ataque, a pesar de que los italianos habían obtenido una copia de sus planes del mayor Clayton. Tras realizar un reconocimiento adicional, Leclerc reorganizó sus fuerzas el 16 de febrero. Abandonó sus dos vehículos blindados y se llevó consigo la pieza de artillería útil restante. Solo unos 350 hombres llegaron a Kufra debido a averías en los camiones durante la marcha. Conscientes de la aproximación francesa, los italianos organizaron otra fuerte columna móvil de la compañía sahariana (setenta hombres, diez AS.37 y cinco camiones).
El 17 de febrero, las fuerzas de Leclerc se enfrentaron a la Compagnia Sahariana al norte de Kufra. A pesar de perder numerosos camiones por los cañones de 20 mm de los vehículos italianos AS37, los franceses expulsaron a la compañía motorizada ante la inacción de la guarnición de Kufra. Los franceses rodearon El Tag y sitiaron el fuerte, a pesar de un nuevo ataque de la compañía y del hostigamiento aéreo. El cañón de 75 mm se situó a 3000 m del fuerte, fuera del alcance de los cañones de los defensores, y dispararon veinte proyectiles al día a intervalos regulares desde diferentes puntos para simular la presencia de más cañones. Se colocaron unos morteros de 81 mm a 1500 m del fuerte y bombardearon las posiciones italianas para aumentar la presión sobre los defensores.

### Rendición de la guarnición
El fuerte estaba comandado por un capitán de reserva inexperto, que carecía de la voluntad y la determinación para luchar. Las negociaciones para la rendición de la guarnición italiana comenzaron el 28 de febrero y el 1 de marzo de 1941, la guarnición, formada por once oficiales, dieciocho suboficiales y 273 soldados libios (12, 47 y 273, según fuentes francesas) rindió El Tag y el oasis de Kufra a los soldados de la Francia Libre. Durante el asedio, la guarnición italiana había sufrido la pérdida de un oficial italiano, de dos soldados libios y cuatro heridos; los franceses sufrieron cuatro bajas mortales y veintiún heridos. A la guarnición italiana se le permitió retirarse hacia el noroeste y las fuerzas francesas capturaron de ocho camiones ligeros SPA AS.37, seis camiones, cuatro cañones de 20 mm y 53 ametralladoras.

## Juramento de Kufra

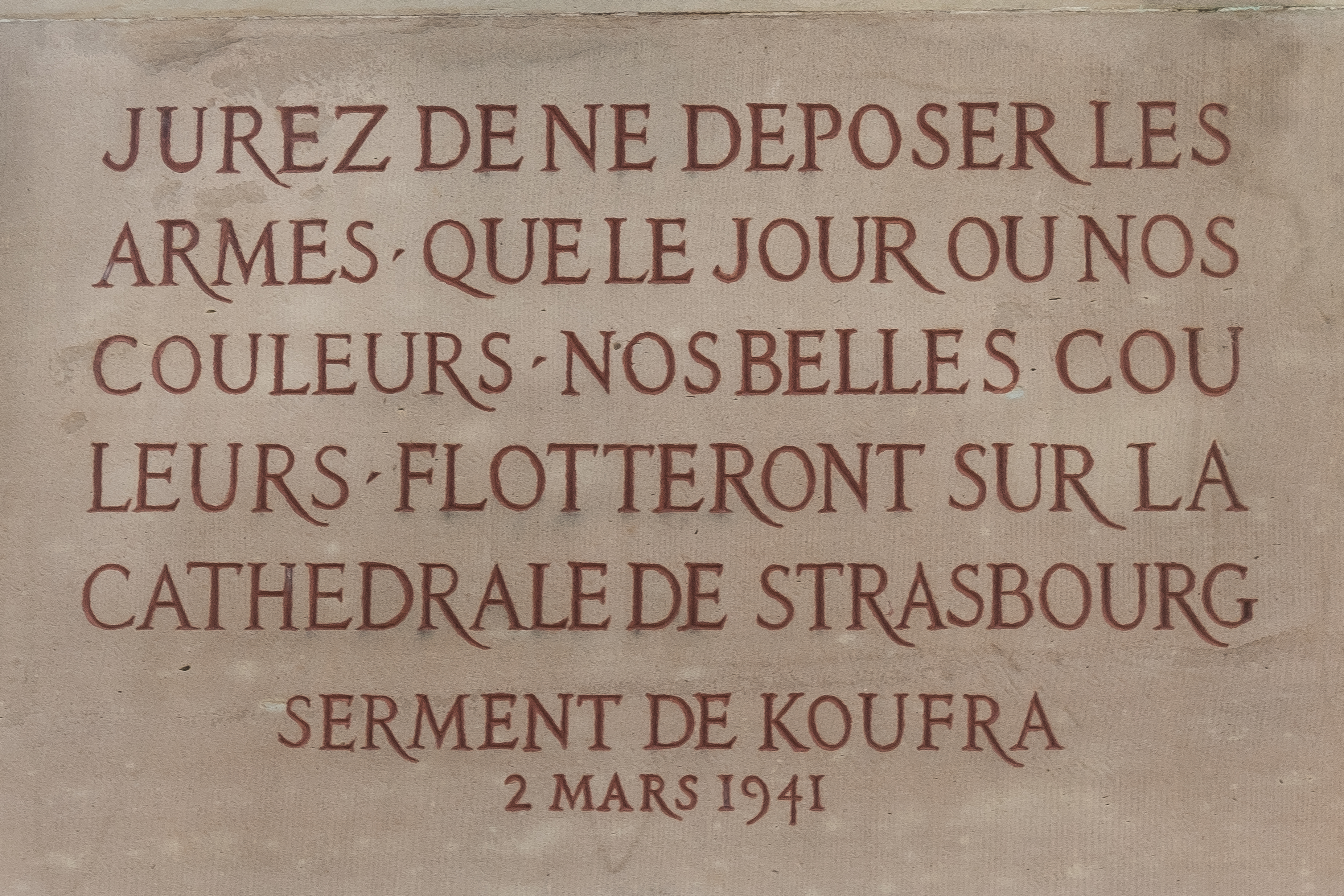
Juramento de Kufra, 2 de marzo de 1941

Tras la toma de Kufra, Leclerc y sus tropas juraron luchar hasta que la bandera francesa «ondee sobre la Catedral de Estrasburgo».

Juro no deponer las armas hasta que nuestros colores, nuestros bellos colores, ondeen sobre la catedral de Estrasburgo.
Leclerc

El juramento se cumplió el 23 de noviembre de 1944, cuando Leclerc y la 2.ª División Blindada francesa (2.ª DB) liberaron Estrasburgo.